# Виноградова, Евгения Николаевна
Евге́ния Никола́евна Виногра́дова (28 ноября [11 декабря] 1901, Москва — 1976, там же) — советский химик и педагог, один из первых в стране специалистов в области полярографии, много сделавшая для становления и развития этого метода. Кавалер Ордена Ленина (1953).

## Биография
Евгения Николаевна Виноградова родилась в Москве 28 ноября 1901 года в семье железнодорожного служащего (Виноградов Николай Николаевич, 1870—1921) и домохозяйки (Марина Васильевна Виноградова, 1875—1924).
В 1918 году окончила женскую гимназию и в том же году поступила на естественное отделение физико-математического факультета Московского университета, который окончила в 1924 году по специальности физическая химия. Осенью 1924 года поступила в лабораторию физической химии Научно-исследовательского химико-фармацевтического института (НИХФИ) имени С. Орджоникидзе, где и проработала до конца 1938 года, сначала научным сотрудником, затем старшим научным сотрудником.
В 1938 году была утверждена в учёной степени кандидата химических наук без защиты диссертации, по совокупности работ. В этом же году получила звание старшего научного сотрудника. Одновременно с работой в НИХФИ с 1930 года по совместительству начала работать ассистентом на кафедре физической и коллоидной химии Московского химико-технологического института (МХТИ) имени Д. И. Менделеева, а в 1939 году перешла в этот институт на основную службу, где вела занятия со студентами по физической и коллоидной химии на кафедре физической и коллоидной химии и по теоретической электрохимии на кафедре технологии электропроизводства. Виноградова проработала там до сентября 1941 года. В 1941 отправилась в эвакуацию из Москвы и работала в Омском педагогическом институте имени М. Горького доцентом на кафедре химии, где в течение трех лет читала курсы и вела практические работы по органической и аналитической химии.
В июле 1944 года вернулась в Москву и поступила старшим научным сотрудником в Центральный институт гематологии и переливания крови. В 1945 году по конкурсу заняла должность доцента по кафедре аналитической химии химического факультета МГУ имени М. В. Ломоносова, где и вела свою научную деятельность до выхода на пенсию в 1972 году.

## Научная деятельность
Основным направлением научной деятельности Е. Н. Виноградовой были электрохимические методы анализа.

### НИХФИ им. С. Орджоникидзе
Научная деятельность Евгении Николаевны Виноградовой в период работы в НИХФИ им. С. Орджоникидзе была обусловлена тематикой работы института. В 1927 году ею было изучено взаимодействие йода с крахмалом. Виноградова установила, что крахмал обладает способностью адсорбировать молекулярный иод, также исследовала кинетику поглощения иода крахмалом и изотерму процесса в различных условиях. В том же году Евгения Николаевна выпустила статью на тему «Гигроскопические свойства ваты и продуктов её карбонизации» на немецком языке. На основании изучения изотерм адсорбции воды на вате и гранулезе сделан вывод о том, что гранулеза обладает большей адсорбционной гигроскопичностью по сравнению с ватой, поэтому её следует использовать в качестве перевязочного материала вместо ваты.
В этот период ею было получено авторское свидетельство: «Способ обратного выделения йода из угля». Предметом данного изобретения была конструкция электролитной ванны в два раза снижающая количество расходуемой электроэнергии на 1 кг иода и, кроме того, сокращающая время электролиза.

### МХТИ им. Д. И. Менделеева
После перехода в МХТИ на постоянное место работы Евгения Николаевна написала две статьи и получила два авторских свидетельства. Все работы этого периода были связаны с выделением йода из отходов нефтеперерабатывающей промышленности.

### МГУ им. М. В. Ломоносова
В период с 1945 по начало 1950-х годов Виноградова работала в области ионометрии и изучала рН осаждения гидроокиси различных металлов. В 1950 году выпустила пособие «Методы определения концентрации водородных ионов», предназначенное, в основном, для студентов, так как ранее не было подобного руководства для студентов, специализирующихся по кафедре аналитической химии. Это пособие было известно и в других странах, так как в 1953 году было опубликовано в Чехословакии. В 1956 году было выпущено второе, исправленное и дополненное издание данного учебного пособия.
После 1953 года по инициативе И. П. Алимарина, возглавившего кафедру аналитической химии химфака МГУ, Евгения Николаевна начинает заниматься новыми методами анализа — полярографией и амальгамной полярографией с накоплением (инверсионной вольтамперометрией), в то время практически не применявшимся в аналитической практике. С 1956 года Виноградова активно изучает полярографическое поведение многих металлов и возможность их определения с применением различных электродов. В конце 50-х — начале 60-х годов проблема охраны окружающей среды стимулировала бурное развитие аналитической химии и, в частности, электроаналитической химии, включая полярографию. Возникла проблема определения ультрамалых количеств вещества в пробе в связи с появлением новых материалов для полупроводников, именно тогда был предложен метод амальгамной полярографии с накоплением (АПН) (в России этот метод развивал А. Г. Стромберг, профессор аналитической химии в Томском педагогическом университете). В современном варианте этот метод называется инверсионная вольтамперометрия (ИВА), основоположниками которого считаются польские ученые В.Кемула и З.Кублик. И в 1959 году под руководством Евгении Николаевны Виноградовой Г. В. Прохорова защищает первую дипломную работу по ИВА. Спустя год Виноградова выпускает книгу «Методы полярографического и амперометрического анализа».
В шестидесятые годы на химическом факультете МГУ на кафедре аналитической химии сформировались две лаборатории электрохимических методов анализа. Одну из них возглавлял П. К. Агасян, исследования этой лаборатории были посвящены кулонометрическим и потенциометрическим методам анализа. Другую лабораторию возглавляла Е. Н. Виноградова, основными методами исследования лаборатории были полярография и амперометрия. Исследования Е. Н. Виноградовой, в основном, были посвящены тяжелым металлам и определению их ультрамалых количеств в особочистых веществах методом АПН. Также Евгения Николаевна разрабатывала новые электроды и подходы для определения ультрамалых количеств металлов. В своих работах она использовала факторный анализ для нахождения оптимальных условий эксперимента. Определенный вклад работы Е. Н. Виноградовой внесли в развитие гибридных методов анализа. В одной из последних работ показана возможность осциллополярографического детектирования микропримесей металлов с использованием хроматографической колонки, соединенной с проточной полярографической ячейкой. Также в некоторых работах ею было проведено экстракционно-полярографическое определение некоторых элементов, что значительно повысило чувствительность метода. В последние годы Евгения Николаевна изучала перспективность применения органических соединений для решения ряда задач аналитической химии. Уникальным способом одновременного определения следовых количеств близких по свойствам элементов, таких, как Ni и Co, является адсорбционная ИВА с использованием -диоксимов, особое место среди которых занимает диметилглиоксим. В работах Е. Н. Виноградовой с сотрудниками появились первые сообщения о его применении для определения микроколичеств Ni и Co. Плодотворно развивались исследования каталитических токов водорода в присутствии комплексов кобальта, никеля и меди с некоторыми азот- и серосодержащими лигандами и показана перспективность их использования для определения микроколичеств указанных элементов в природных и промышленных объектах. Дело жизни Е. Н. Виноградовой успешно продолжают и по сей день её ученики Г. В. Прохорова и А. И. Каменев.

## Семья
Евгения Николаевна в 1927 году родила сына — Михаила Евгеньевича Виноградова (1927—2007). Впоследствии была замужем за профессором МИСИ Александром Христофоровичем Борком (1889—1966).

## Награды
- Медаль в память 800-летия Москвы (30 октября 1948, награждена Исполкомом Моссовета)
- Орден Ленина за безупречную работу в научной и педагогической областях в течение 29 лет (27 октября 1953, награждена Президиумом Верховного Совета СССР)

## Труды
1. Виноградова Е. Н. Методы определения концентрации водородных ионов: [учеб. пособие для вузов]. 2-е изд., испр. и доп. М.: Изд-во Моск. ун-та, 1956. 155 с.
2. Методы полярографического и амперометрического анализ / Виноградова Е. Н., Галлай З. А., Финогенова З. И. М.: Изд-во Моск. ун-та, 1960. 280 с.